# Anthony Annan
Anthony Gildas Kofi Annan (født 21. juli 1986 i Accra, Ghana) er en fodbold-midtbanespiller, der i øjeblikket spiller for HJK Helsinki. Han har (pr. marts 2018) spillet 67 kampe for Ghanas landshold.

## Karriere

### Fodbold i Ghana
Anthony Annan startede med at spille fodbold med det lokale hold Super Rainbow Stars. Han spillede desuden også for Venomous Vipers i den Ghanesiske liga før han skiftede til Sekondi Hasaacas i 2003 og senere flyttede videre mod Accra Hearts of Oak i 2005. Annan blev kaldt for en af de bedste unge midtbanespillere i Ghana. 

### Skiftet til Norge
I 2007 skrev han kontrakt med I.K. Start, efter nogle fantastiske sæsoner hos Accra Hearts of Oak. Han blev hurtigt fast mand hos Start, og viste gode ting med bolden. Desværre blev han ramt af en skade og sygdom, og kom ikke tilbage før Start var rykket ned.
Da Start var rykket ned, skiftede Annan til Stabæk på en lejekontrakt indtil August 2008. 
1. August 2008 blev det kendt at Annan skulle til prøvetræning hos Blackburn Rovers. Efter at have imponeret Paul Ince og ledelsen blev han sendt tilbage til sin klub i Norge. Blackburns talentspejdere var atter at finde til de sidste kampe i den norske sæson, og de skulle melde tilbage til Blackburn om de skulle købe eller ikke. Handlen blev ikke til noget.
31. August 2008 blev han i stedet præsenteret for publikum på Lerkendal som ny Rosenborg spiller. Rosenborg betalte 10 millioner kr. for at få ham fra Start.
Efter fire år i Norge forlod Annan Rosenborg til fordel for den tyske klub FC Schalke 04.
Annan rygtes væk fra Schalke 04 i sommeren 2011..

## International karriere
Annan var med til VM i fodbold 2010 for Ghana i Sydafrika.